# Herb Kłodzka
Herb Kłodzka – jeden z symboli miasta Kłodzko w postaci herbu.

## Wygląd i symbolika
Herb przedstawia lwa czeskiego – białego na czerwonym polu, ze złotą koroną i rozdwojonym ogonem. Herb pochodzi od dynastii królów czeskich Przemyślidów. Kłodzko wchodziło bezpośrednio w skład państwa czeskiego, lub stanowiło jego lenno w rękach Piastów Śląskich, od X wieku aż do jego upadku w wieku XVII. 

## Historia
Herb został nadany miastu przez króla Przemysła Ottokara II między 1253 a 1278. Nie jest znana dokładniejsza data, ponieważ dokument lokacyjny lub jego odpis nie zachował się do dziś. Postać lwa z rozdwojonym ogonem powstała jako replika herbu Królestwa Czech, do którego wówczas należała ziemia kłodzka. Z kolei jej stolica – posiadała status miasta królewskiego. Podobny herb posiadają również dwa inne miasta regionu – Bystrzyca Kłodzka i Lądek-Zdrój. Najstarszy zachowany wizerunek lwa pochodzi z tłoku pieczęci miasta Kłodzka z trzeciej ćwierci XIII wieku.

## Legendy
O rozdwojonym ogonie lwa kłodzkiego zachowało się kilka legend.
Pierwsza z nich mówi, że mieszkańcy Kłodzka po nadaniu przez władcę Czech Przemysła Ottokara II praw miejskich, postanowili udać się na praski dwór monarszy, aby poprosić króla o nadanie herbu, który był najważniejszym wyznacznikiem miejskości w średniowieczu. Król po przyjęciu delegacji mieszkańców zgodził się na nadanie Kłodzku herbu, który przedstawiał lwa w koronie. W trakcie transportu kamiennej rzeźby z wizerunkiem lwa do Kłodzka miał miejsce wypadek, podczas którego rzeźba wypadła z wozu i pękła w miejscu, gdzie znajdował się ogon. W związku z tym posłańcy jeszcze raz udali się do Pragi, gdzie otrzymali nową rzeźbę z herbem, z tą różnicą, że rzeźbiarz dla bezpieczeństwa doprawił lwu dwa ogony. Tym razem w drodze powrotnej nic się nie stało i tarcza dojechała szczęśliwie do Kłodzka. Stąd też lew posiada dwa ogony.
Druga wersja legendy podaje, iż król Przemysł Ottokar II nadał miastu herb z lwem w podzięce za wierność, ale jego nadworny malarz na skutek pośpiechu namalował lwa bez ogona. Kiedy malowidło odesłano z powrotem do króla, ten polecił dla powetowania strat domalować lwu dwa ogony.
Trzecia wersja legendy podaje jeszcze, że podczas powrotu z Pragi kłodzczanie zostali napadnięci przez zbójów. W wyniku bijatyki, kamienny lew, który znajdował się w skrzyni stracił ogon. Kłodzczanie jeszcze raz udali się na dwór Przemysła Ottokara II prosić o nowy herb. Władca w swojej wyrozumiałości przekazał im praski herb, który miał ozdobić Bramy Małostrańskiej na Malej Stranie w Pradze. I tak miasto otrzymało herb z lwem w koronie z rozdwojonym ogonem.

Herb Kłodzka, który przedstawia lwa, został nadany miastu przez Ottokara II z Czech jako podarunek za jego często ukazywaną siłę i wytrwałość. Lew nadszedł jednak na miejsce bez ogona. Na prośbę miasta, o pozwolenie na naprawę, król rozkazał, że lew za zgubiony ogon, ma otrzymać dwa, co też się stało.

## Galeria

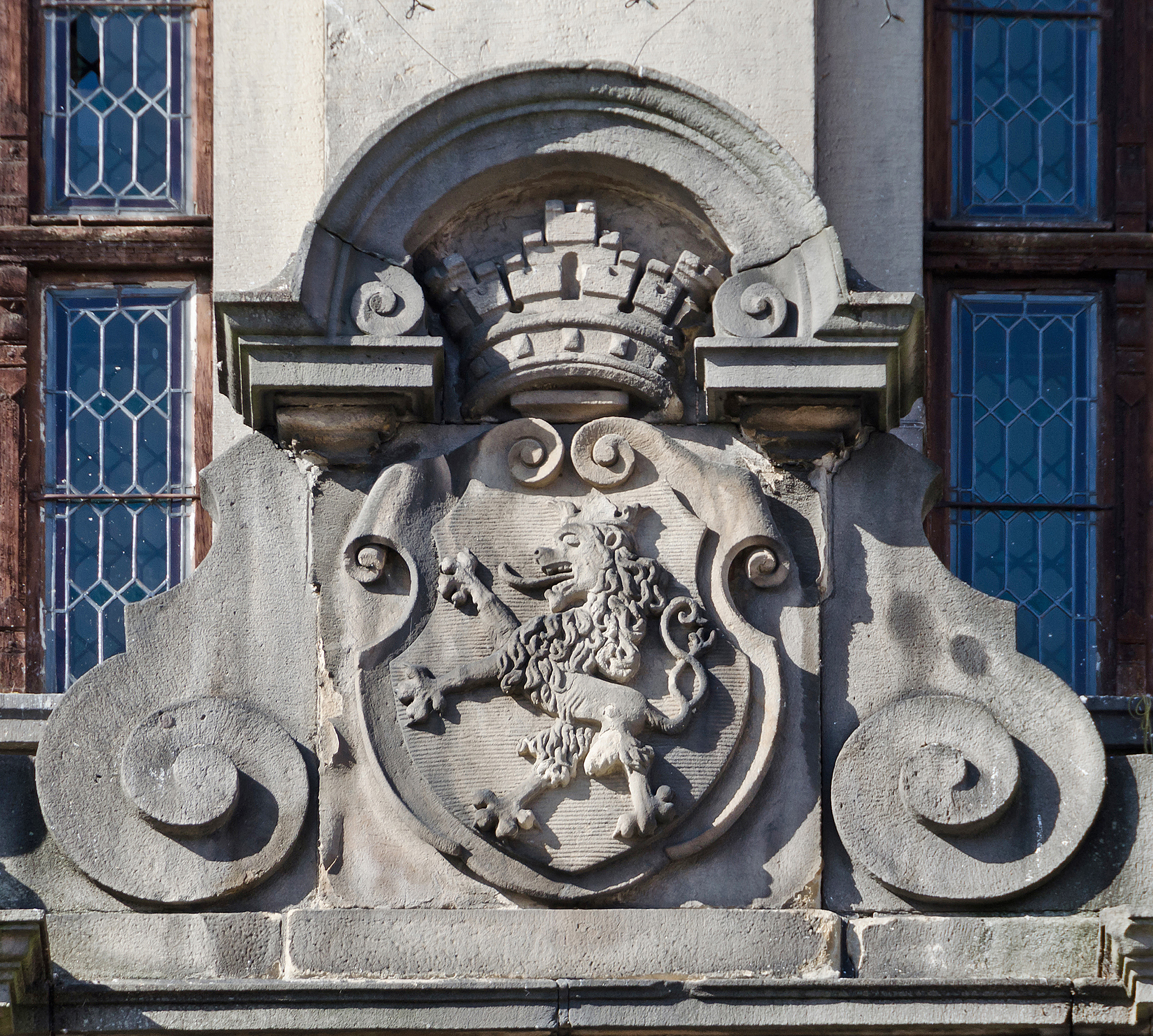
Herb na fasadzie ratusza
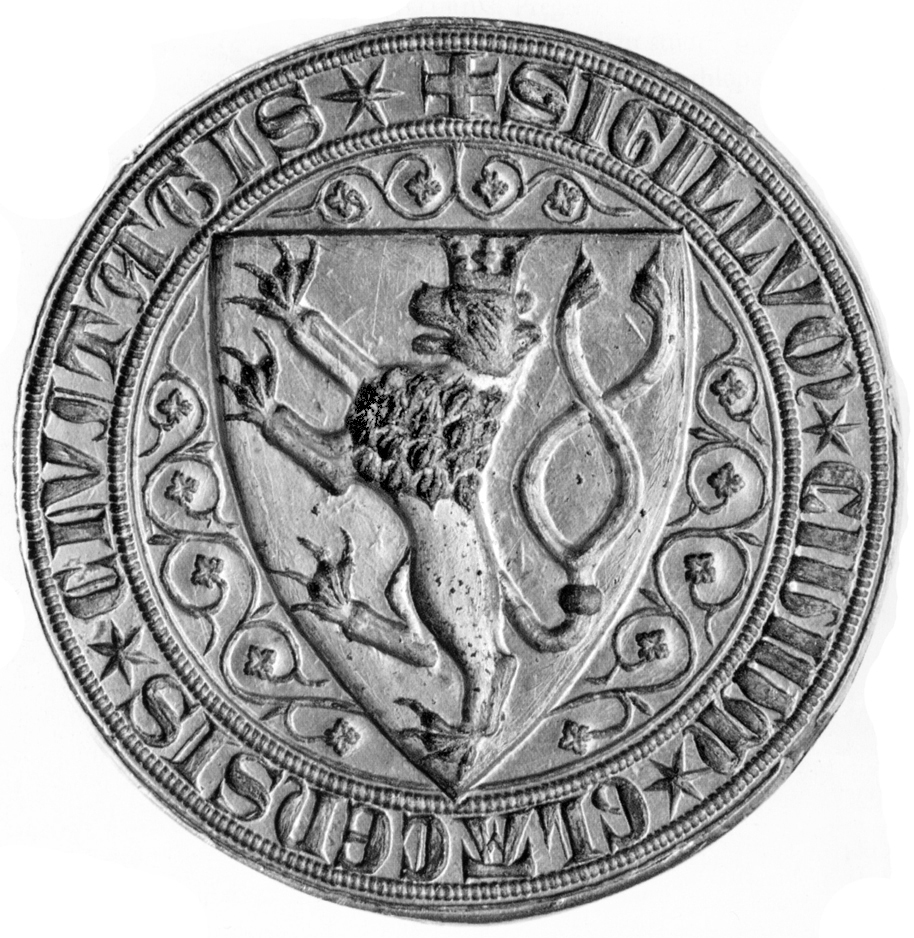
Herb na pieczęci Kłodzka, XIII wiek
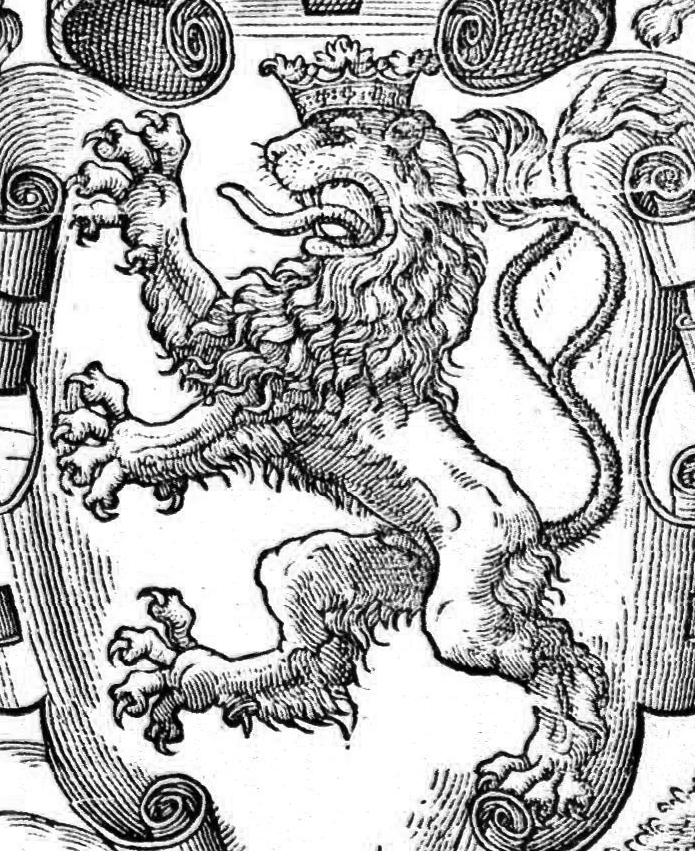
Herb na mapie z 1561 r.
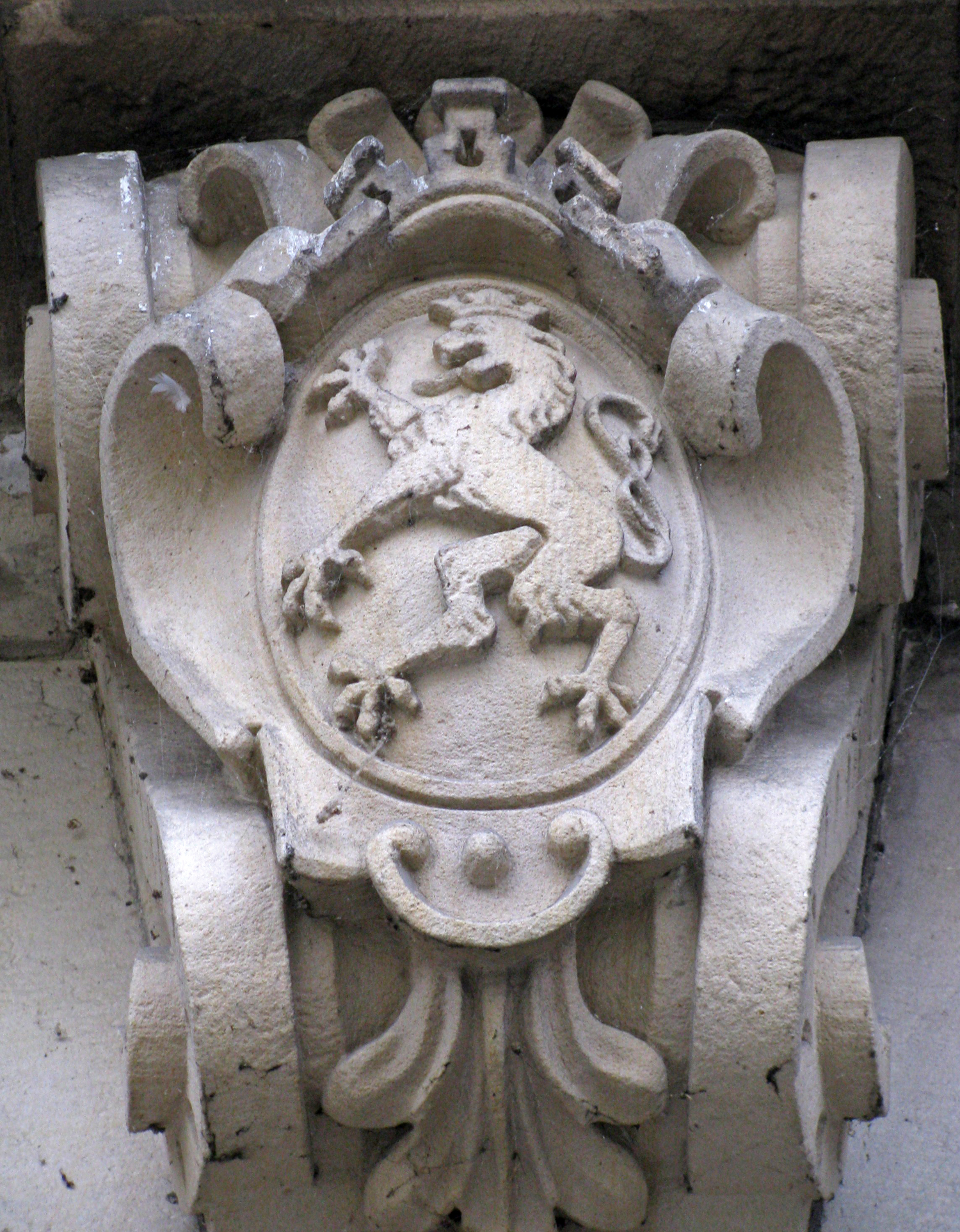
Herb nad głównym wejściem do ratusza
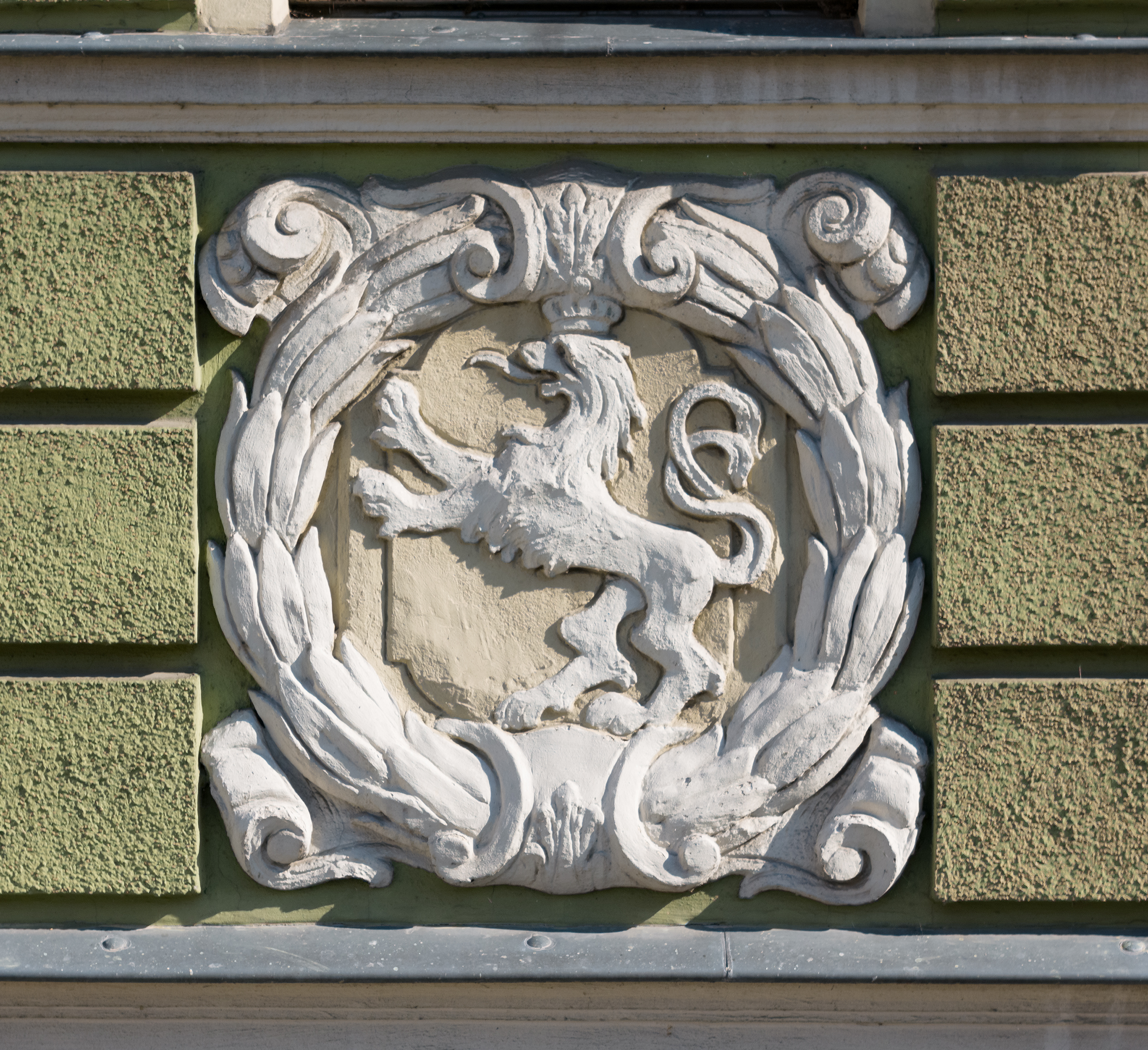
Herb na budynku przy pl. Bolesława Chrobrego 4
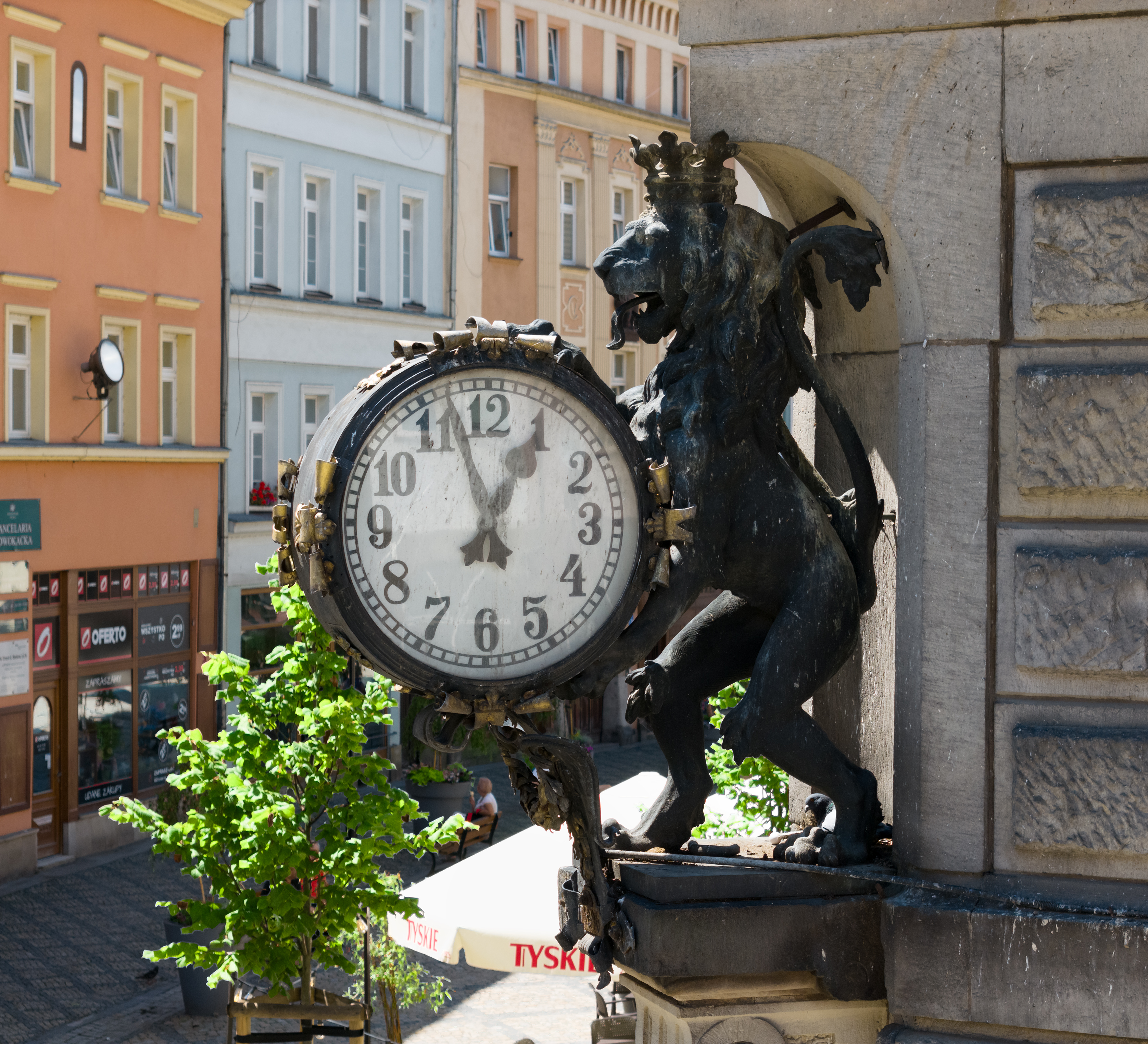
Wyobrażenie herbu na rogu ratusza
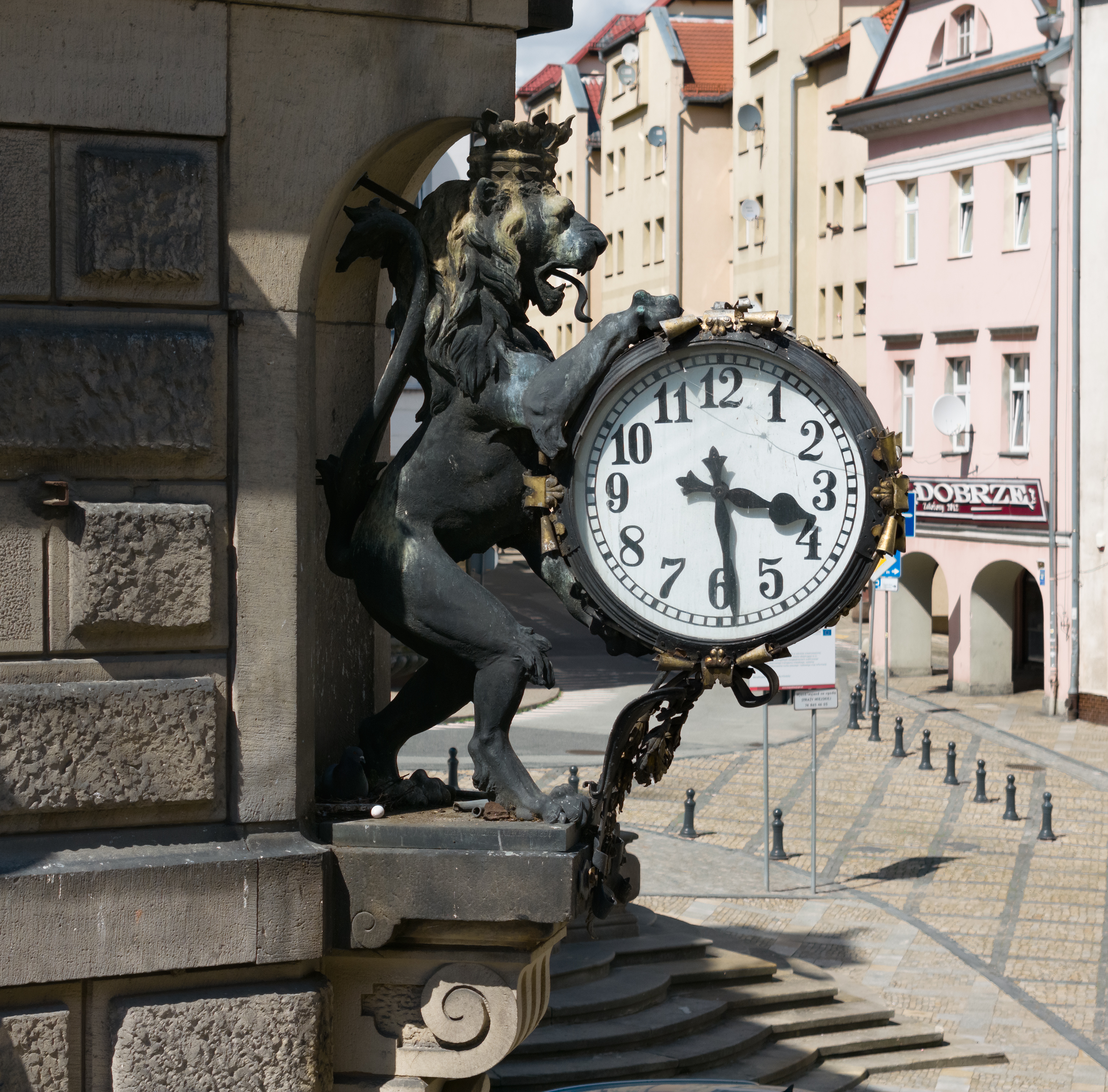
Wyobrażenie herbu na rogu ratusza